# Diecezja Paisley
Diecezja Paisley – diecezja Kościoła rzymskokatolickiego w zachodniej Szkocji, w metropolii Glasgow. Powstała 25 maja 1947 wskutek wyłączenia części terytorium z archidiecezji Glasgow. Siedzibą biskupa jest Paisley.